# Своя гра
Своя́ гра (своя́к) — інтелектуальна індивідуальна гра. Виграє той, хто більше набере балів.
В Україні виходить російська версія гри. Ведучий — Петро Кулешов.
Розрізняють дві версії: елітарна та спортивна. Головна відмінність полягає у тому, що у спортивній сигналізувати про бажання відповісти (натискати на кнопку системи, плескати у долоні) можна, не дослухавши питання до кінця.

## Різновиди
- Вгадай мелодію — замість питань гравцям дається можливість прослухати мелодію, гравець повинен назвати автора або назву.
- Алкогольний свояк (п'яний свояк) — замість очок за правильну відповідь гравець отримує алкогольний напій на вибір, який він повинен одразу ж випити (інколи п'ють ті гравці, що відповідають неправильно)

## Чемпіонати України

### Дорослі
- 10(11)-12 грудня 2010
- 2011 — Харків

### Молодіжні чемпіонати України
- 19-21 лютого в Одеса
- 5-6 лютого 2011 — Одеса

### Чемпіонати України серед школярів
- 30 квітня-3 травня 2011 — Одеса

## Правила
1. Гра проводиться між індивідуальними учасниками. Одночасно грають 3-5 осіб.
2. Учасникам пропонується кілька тем, зазвичай 3-5 (хоча кількість може варіюватись до 10-20). Теми, як правило, підібрані з різних галузей знань.
3. Кожна тема складається з 5 запитань, які різняться за складністю. Перше запитання «коштує» 10 балів, друге — 20, третє — 30, четверте — 40, п'яте — 50.
4. Гравець може відповідати на запитання в будь-який момент після того, як почалось зачитування питання. Про це повідомляється ведучого натисканням кнопки (за умов наявності системи, в інших випадках сигнал про готовність відповідати подається плесканням, підняттям руки тощо).
5. За правильну відповідь на запитання гравець отримує ту кількість балів, скільки «вартує» запитання. У випадку неправильної відповіді бали віднімаються.
6. Після закінчення питання гравці мають 5 секунд на обдумування та можливість відповіді. Після того, як гравець зголосився відповідати, йому надається 3-5 секунд для озвучення своєї відповіді. Після неправильної відповіді інші гравці отримують право відповідати. Кожен гравець може відповідати лише один раз на одне питання.
7. Після останнього питання в турі бали кожного гравця додаються. Якщо у двох або більше гравців однакова кількість балів, то переможець визначається за додатковими показниками (кількість правильних відповідей, сума правильних відповідей тощо). Якщо всі показники однакові, то грається додаткова тема.